# مسجد سانداكان
مسجد سانداكان (بالإنجليزية: Sandakan District Mosque) هو مسجد يقع بمدينة سانداكان بمنطقة ولاية صباح في ماليزيا.

## التاريخ
بني المسجد عام 1985 واكتمل بناؤه عام 1989، وتم افتتاحه رسميًا عام 1990.

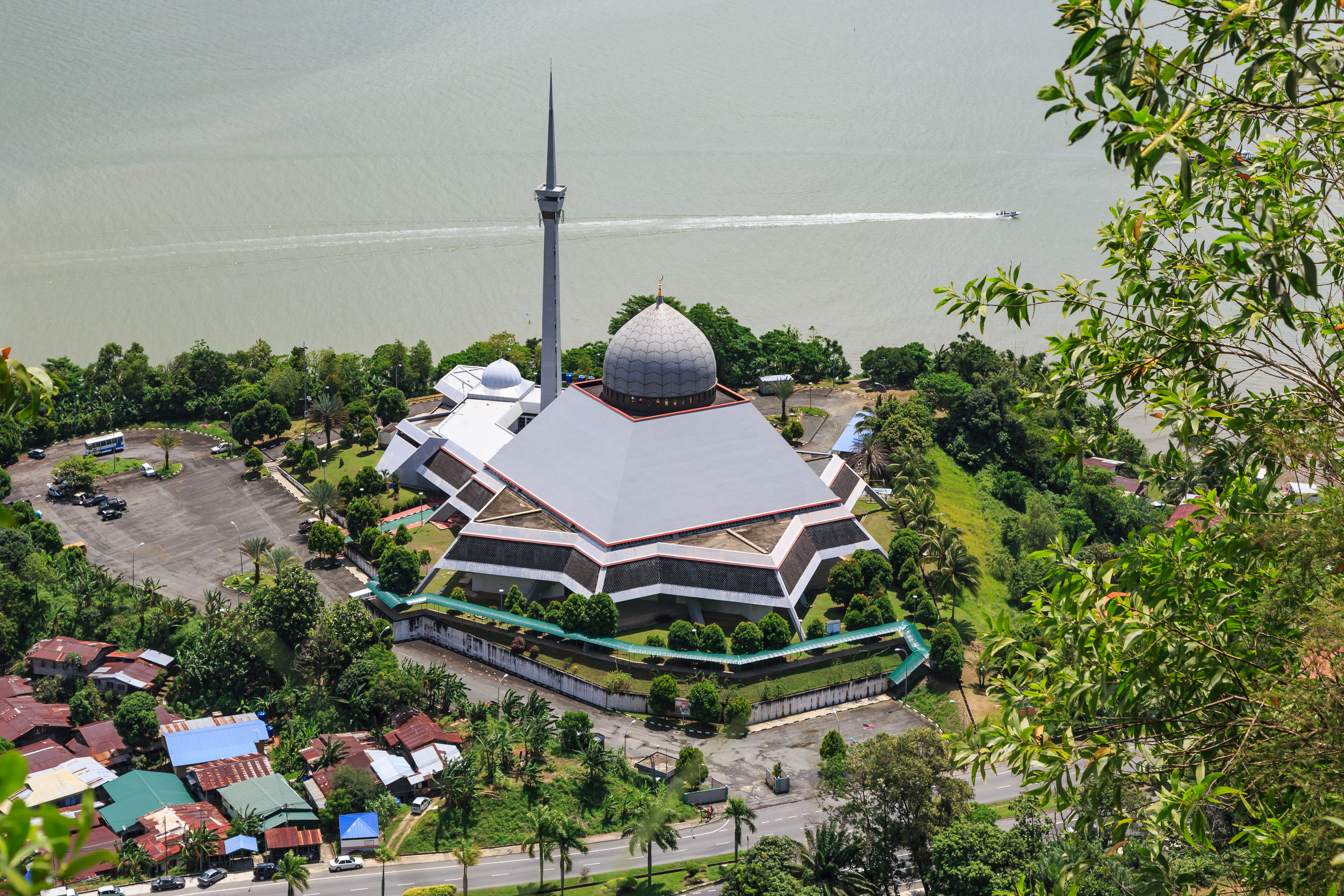
مسجد سانداكان

يعتبر المسجد الرئيسي بمدينة سانداكان على الساحل الشرقي لماليزيا.